# Vice-governador
O vice-governador ou tenente-governador é um alto oficial do Estado, cuja função e posição variam de acordo com a jurisdição, mas é muitas vezes o delegado ou tenente ou um representante local,nos países que adotam o sistema federalista correspondendo aos estados ou províncias  que estão abaixo do Governador-Geral — um "segundo em comando". 
Em muitos Estados-membros da Comunidade das Nações, um Tenente-Governador é o representante do Monarca e atua como o Chefe do Executivo Regional do Reino, embora, por convenção, o Tenente-Governador delegue o poder executivo real para o premier de uma Província. 
O sistema político holandês também inclui os Tenente-governadores, que atuam como representantes dos Territórios ultramarinos. Na Índia, os Tenente-governadores estão encarregados de divisões administrativas especiais naquele país.
Nos Estados Unidos, Tenente-governadores são geralmente segundo no comando de um governador de estado e o poder efetivo de cada Tenente-governador varia enormemente de estado para estado.
No Brasil, o vice-governador é a pessoa encarregada de substituir o governador caso este renuncie a sua posição, seja afastado do poder ou precise afastar-se do cargo temporariamente.

## Tenente-Governador noReino dos Países Baixos
Tenente-governadores (em holandês: gezaghebber) da antiga Antilhas Holandesas, atuavam como Chefe do Conselho Diretivo dos territórios insulares. Eles formaram um nível descentralizado de governo até a dissolução das Antilhas Neerlandesas, em 2010. Atualmente, a Holanda tem um Tenente-governador para supervisionar cada um dos três municípios especiais da Holanda Caribenha — Bonaire, Saba e Santo Eustáquio — onde sua função é semelhante a um prefeito na Holanda Europeia.

## Tenente-governador no antigoImpério Britânico
- Austrália - tenente governador (Austrália)
  - Tenente-governador da Nova Gales do Sul
  - Tenente-governador de Queensland
- Canadá - tenente governador (Canadá)
  - Tenente-governador do Alberta
  - Tenente-governador da Colúmbia Britânica
  - Tenente-governador de Manitoba
  - Tenente-governador da Nova Brunswick
  - Tenente-governador da Terra Nova e Labrador
  - Tenente-governador da Nova Escócia
  - Tenente-governador de Ontário
  - Tenente-governadorr da ilha do Príncipe Eduardo
  - Tenente-governador do Quebec
  - Tenente-governador de Saskatchewan
- Guernsey - Tenente-governador de Guernsey
- Hong Kong - tenente-governador de Hong Kong - função utilizada de 1843-1902
- Índia - governadores e Tenente-governadores dos Estados da Índia
  - Índia Britânica
    - Lista de tenente-governadores das províncias do noroeste
    - Lista de tenente-governadores das Províncias Unidas da Agra e Oudh
    - Lista de tenente-governadores das províncias do noroeste e chefe comissários de Oudh
- Ilha de Man - tenente-governador da ilha de Man
- Jersey - tenente-governador de Jersey
- Nova Zelândia - a única pessoa a ter ocupou o posto de tenente-governador da Nova Zelândia foi   Capitão da Marinha William Hobson de 1839 – 1841, quando a colônia de Nova Zelândia foi um dependência da colônia de Nova Gales do Sul, governada na época por Sir George Gipps. Quando a Nova Zelândia foi designada uma Colônia da Coroa, em 1841, Hobson foi nomeado para o posto de Governador, que ocupou até sua morte no ano seguinte. Posteriormente, em 1848 Nova Zelândia foi dividida em três províncias: Nova Ulster, Nova Munster e Nova Leinster, cada um com seus próprios governantes de Tenente.
- Estados Unidos - tenente-governador (Estados Unidos)
  - Lista de tenente-governadores atuais dos Estados Unidos
  - Governo Colonial nas Treze colônias #o Conselho